# Département Nord-Est
Nord-Est (deutsch Nordost) ist ein Departement im Nordosten von Haiti. Es umfasst eine Fläche von 1623 km² und hat rund 394.000 Einwohner (Stand 2015). Die Hauptstadt ist Fort-Liberté.